# アリー・スレイマン・アウジャリ
アリー・スレイマン・アウジャリ（アラビア語: علي سلیمان الأوجلي、Ali Suleiman Aujali、またはAdjali、オジリ、Ojliとも、1944年 - ）は、リビアの政治家、外交官。2009年1月から2011年2月まで駐アメリカ大使。2011年リビア内戦でムアンマル・アル＝カッザーフィー（カダフィ）に離反して大使を辞任した。

## 外交官
ベンガジ出身。ベンガジ大学に入学し、経営管理学士号を取得する。
1971年にリビアのイギリス大使館の三等書記官としてロンドンに赴任した。1976年にマレーシア大使館に赴任し、1981年には駐マレーシア大使に任命された。以後、1984年に駐アルゼンチン大使、1988年から1994年まで駐ブラジル大使、2001年から2004年までカナダ代理公使を歴任した。
2009年に駐アメリカ大使に任命され、パンアメリカン航空103便爆破事件の実行犯アブドゥルバーシト・アル＝マグラヒーの釈放とリビア帰還に動いたことで知られる。
2011年2月、カダフィ政権から離反する形で駐アメリカ大使を辞任。2月28日のCNNのインタビューでは、トリポリからの情報としてこれまでに2,000人以上が死亡したと伝えた。辞任後はリビア国民評議会に参加し、8月15日には国民評議会の駐アメリカ大使に任命され、2012年11月まで務めた。

## 政治家
2012年10月、アリー・ゼイダーン首相により移行政府の外務大臣に任命された。しかし、制憲議会はアウジャリがカダフィの二男サイフと近しい関係だった点を問題視した。11月27日に制憲議会は就任を正式に認めたが、2013年1月に辞任した。